# Landhockey vid olympiska sommarspelen 1992
Landhockeyturneringen vid olympiska sommarspelen 1992 avgjordes i Estadi Olímpic de Terrassa, Barcelona.

## Medaljfördelning
| Event                           | Guld | Silver | Brons |
| Herrarnas turnering Detaljer... | Tyskland Andreas Becker Christian Blunck Carsten Fischer Volker Fried Michael Hilgers Andreas Keller Michael Knauth Oliver Kurtz Christian Mayerhöfer Sven Meinhardt Michael Metz Klaus Michler Christopher Reitz Stefan Saliger Jan-Peter Tewes Stefan Tewes                 | Australien John Bestall Warren Birmingham Lee Bodimeade Ashley Carey Gregory Corbitt Stephen Davies Damon Diletti Lachlan Dreher Lachlan Elmer Dean Evans Paul Lewis Graham Reid Jay Stacy David Wansbrough Ken Wark Michael York                                           | Pakistan Saeed Anjum Hasan Farhat Khalid Bashir Muhammad Khawaja Mansoor Ahmed Asif Bajwa Ikhlaq Muhammad Mohammad Khalid Sr Qamar Muhammad Hussain Musaddaq Rana Mujahid Shahbaz Ahmed Muhammad Shahbaz Shahid Ali Khan Tahir Zaman Wasim Feroz |
| Damernas turnering Detaljer...  | Spanien María Carmen Barea Sonia Barrio Mercedes Coghen Celia Corres Natalia Dorado Nagore Gabellanes Marívi González Anna Maiques Silvia Manrique Elisabeth Maragall María Isabel Martínez Teresa Motos Nuria Olivé Virginia Ramírez María Ángeles Rodríguez Maider Tellería | Tyskland Britta Becker Tanja Dickenscheid Nadine Ernsting-Krienke Christine Ferneck Eva Hagenbäumer Franziska Hentschel Caren Jungjohann Katrin Kauschke Irina Kuhnt Heike Lätzsch Susanne Müller Tina Peters Simone Thomaschinski Bianca Weiß Anke Wild Susie Wollschläger | Storbritannien Jill Atkins Lisa Bayliss Karen Brown Vickey Dixon Susan Fraser Wendy Fraser Kathryn Johnson Sandy Lister Jackie McWilliams Tammy Miller Helen Morgan Mary Nevill Mandy Nicholls Alison Ramsay Jane Sixsmith Joanne Thompson       |

## Medaljtabell
| Pl. | Nation         | Guld | Silver | Brons | Totalt |
| --- | -------------- | ---- | ------ | ----- | ------ |
| 1   | Australien     | 1    | 1      | 0     | 2      |
| 2   | Nederländerna  | 1    | 0      | 0     | 1      |
| 3   | Australien     | 0    | 1      | 0     | 1      |
| 4   | Storbritannien | 0    | 0      | 1     | 1      |
| 4   | Pakistan       | 0    | 0      | 1     | 1      |

## Grupper

### Herrar
Herrarnas turnering innehöll tolv lag i två grupper.
| Grupp A: - Australien - Tyskland - Storbritannien - Indien - Argentina - Egypten | Grupp B: - Pakistan - Nederländerna - Spanien - Nya Zeeland - OSS - Malaysia |

Då alla lagen mött varandra gick de två bäst placerade vidare till semifinalerna.

### Damer
Damernas turnering innehöll åtta lag i två grupper.
| Grupp A: - Tyskland - Spanien - Australien - Kanada | Grupp B: - Sydkorea - Storbritannien - Nederländerna - Nya Zeeland |

Då alla lagen mött varandra gick de två bäst placerade vidare till semifinalerna.